# Drzewnicowate
Drzewnicowate (Burramyidae) – rodzina małych ssaków nadrzewnych, torbaczy z rzędu dwuprzodozębowców (Diprotodontia).

## Budowa
Osiągają długość ciała od 10 do 25 cm. Osiągają ciężar ciała od 6 do 80 g.
Ciało pokrywa futro opisywane jako miękkie, grube, wełniste.
Oczy drzewnicowatych są duże. Uszy mają zaokrąglone, krótkie. Występują po 3–4 bunodontyczne trzonowce w każdym łuku zębowym. Na tułowiu występuje marsupium, czyli torba lęgowa. Otwiera się ona do przodu. Kończyny tylne zaopatrzone są w przeciwstawne paluchy. Jako dwuprzodozębowce mają zrośnięte 2 i 3 palec stopy (syndaktylia), co nie dotyczy odrębnych pazurów. Ciało kończy ogon znacznej długości, chwytny i smukły.
| Wzór zębowy | Wzór zębowy | I | C | P   | M   |
| ----------- | ----------- | - | - | --- | --- |
| 34-40       | =           | 3 | 1 | 2-3 | 3-4 |
| 34-40       | =           | 2 | 0 | 3   | 3-4 |

## Systematyka
Do rodziny należą następujące rodzaje:
- Burramys Broom, 1896 – drzewnica – jedynym żyjącym przedstawicielem jest Burramys parvus Broom, 1896 – drzewnica górska,
- Cercartetus Gloger, 1841 – pałaneczka, obejmuje 4 gatunki[11].

W przeszłości do drzewnicowatych zaliczano akrobatkę, obecnie umieszczaną w odrębnej rodzinie akrobatkowatych w tym samym podrzędzie pałankokształtnych.

## Zasięg występowania
Rodzina obejmuje gatunki występujące w Australii i na Nowej Gwinei.

## Ekologia
Prowadzą nocny tryb życia. Przeważnie owadożerne, zjadają też nektar, inne części roślin, a niektóre nawet jaszczurki. Żyją na drzewach. U drzewnicy górskiej obserwuje się długo trwające okresy hibernacji, niespotykane u innych torbaczy, aczkolwiek okresowy torpor opisywano też u pałaneczki, choć raczej krótki. Pałaneczka odgrywa rolę w zapylaniu roślin.

## Rozmnażanie
Po zapłodnieniu zygota przechodzi w diapauzę, zatrzymując swój rozwój. Młode po porodzie rozwijają się w torbie lęgowej.